# Israel Pickens
Israel Pickens (Concord, 1780. január 30. – Matanzas, 1827. április 24.) az Amerikai Egyesült Államok szenátora (Alabama, 1826).